# 29 septembre 1943
Le mercredi 29 septembre 1943 est le 272e jour de l'année 1943.

## Naissances
- Art Eggleton, homme politique canadien
- Hubert Skrzypczak, boxeur polonais
- Ibrahima Fanny, joueur de football ivoirien
- Ivan Zulueta (mort le 30 décembre 2009), réalisateur espagnol
- Jean-Marie Galmiche, médecin français
- Lech Wałęsa, militant syndical et chef d'État polonais
- Lucien Ghellynck, joueur de football belge
- Luis Carlos Galán (mort le 18 août 1989), journaliste et homme politique libéral colombien
- Michaela Geiger (morte le 30 décembre 1998), femme politique allemande
- Mohammad Khatami, homme politique iranien, érudit et auteur
- Robert Nouzaret, footballeur français
- Solange Pradel, actrice française
- Wolfgang Overath, footballeur allemand

## Décès
- Heinrich Kautsch (né le 28 janvier 1859), sculpteur autrichien
- Mariano Goybet (né le 17 août 1861), général français